# Geluksdubbeltje
Het geluksdubbeltje is het allereerste dubbeltje dat Dagobert Duck ooit heeft verdiend.

## Oorsprong
Het muntje is ontsproten aan het brein van Disneytekenaar Carl Barks, die ook Dagobert Duck zelf en veel van de overige Duckstad-personages heeft bedacht. Hoe Dagobert in zijn jeugd precies aan zijn speciale dubbeltje is gekomen is verder uitgewerkt door Keno Don Rosa, in de verhalen De laatste van de clan McDuck en Van Ducks dubbeltje tot dwaze heksen (verschenen in de albums nummer 53 en 58 van de serie Oom Dagobert, avonturen van een Steenrijke Eend).

## Belangrijke verhaallijnen
Het geluksdubbeltje speelt onder meer een belangrijke rol in Barks' verhaal The Midas Touch (1961), tevens het verhaal waarin Zwarte Magica haar debuut maakte. Zij slaagt erin om Dagobert het geluksdubbeltje te ontfutselen. Het lukt haar bijna om het muntje in de Vesuvius om te smelten tot een amulet waarmee ze schatrijk zal worden, maar Kwik, Kwek en Kwak kunnen dit nog net verhinderen. 
Het muntje speelt verder met name een belangrijke rol in Don Rosa's verhaal De laatste van de clan McDuck (1992). Doortje, het zusje van Dagobert, vindt het dubbeltje en geeft het aan haar vader Fergus. Voor Dagobert is het dan net zijn eerste dag als schoenenpoetser, hij heeft van zijn vader voor zijn tiende verjaardag een schoenenpoetsdoos gekregen om zijn eerste geld te verdienen. Dagoberts eerste werkdag verloopt niet voorspoedig, wanneer zijn vader langskomt heeft hij nog steeds geen klanten gehad. Fergus vraagt hierop zijn vriend Bert – een grondwerker met erg vieze laarzen – om zijn laarzen door Dagobert te laten poetsen. Fergus geeft Bert het Amerikaanse dubbeltje om Dagobert mee te betalen. Fergus weet dat het muntje in Glasgow niks waard is, maar hij hoopt dat Dagobert op deze manier kennismaakt met het echte leven, waarin niemand te vertrouwen is.

## Status als geluksamulet

De stolp met daarin het geluksdubbeltje.

In hoeverre het geluksdubbeltje Dagobert werkelijk geluk brengt varieert sterk per strip, daar de verschillende tekenaars en scenaristen die de strips maken er elk hun eigen kijk op hebben.
Don Rosa is grotendeels verantwoordelijk voor het uitwerken van het levensverhaal van Dagobert, inclusief hoe Dagobert aan zijn eerste dubbeltje komt. Hij vermijdt in zijn strips bewust de naam "geluksdubbeltje". Don Rosa laat Dagobert in zijn strips herhaaldelijk spreken over het dubbeltje als inspiratiebron, en niet als geluksbrenger. De bijbehorende boodschap is dat Dagoberts fortuin niet gebouwd is op geluk, maar op hard werken. In Episode 5 van het levensverhaal van Dagobert wordt de suggestie gewekt dat de term "geluksdubbeltje" in Duckstad is ontstaan als een soort van mythe, waarbij Dagoberts rijkdom in verband werd gebracht met zijn eerste verdiende dubbeltje.
Een andere verklaring is dat het dubbeltje wel speciale krachten heeft, zij het niet van zichzelf maar door het feit dat Dagobert het zo lang in zijn bezit heeft en de rijkste ter wereld is. Dit uitgangspunt komt onder andere ter sprake in The Midas Touch. Daarin blijkt dat muntjes die aangeraakt zijn door iemand die rijk is, speciale eigenschappen krijgen. Hoe langer het muntje in bezit is van dezelfde miljonair, hoe sterker die eigenschap wordt. In Don Rosa's verhaal Van Ducks, dubbeltjes en dwaze heksen reist Magica terug in de tijd en steelt het dubbeltje van de jonge Dagobert net nadat hij het gekregen heeft. Ze beseft echter al snel dat het dubbeltje in deze vorm waardeloos is, aangezien Dagobert het nu nooit in zijn bezit zal hebben tijdens zijn latere carrière. Dus ziet ze zich gedwongen hem het dubbeltje terug te geven, om zodoende de geschiedenis haar beloop te laten.

## Wetenswaardigheden
- In de Nederlandse vertaling van de tekenfilmserie DuckTales wordt het geluksdubbeltje het gelukskwartje genoemd.
- In 2007 gaf de ABN AMRO, ter gelegenheid van het 60-jarig bestaan van het personage Dagobert Duck, een geluksdubbeltje uit met daarop de afbeelding van de schatrijke eend.[5]
- Een replica van het geluksdubbeltje werd in 2012 tentoongesteld in het Drents Museum te Assen en daarna naar het Nederlands Stripmuseum te Groningen gebracht.[1][6]